# Medby
Medby est une localité du comté de Troms, en Norvège.

## Géographie
Administrativement, Medby fait partie de la kommune de Torsken.